# Agatha Christie: Assassinat a l'Orient Express
Agatha Christie: L'assassinat a l'Orient Express és un joc d'aventures de 2006 desenvolupat per AWE Productions i publicat per The Adventure Company per a Microsoft Windows. És el segon lliurament de la saga Agatha Christie de The Adventure Company. L'escenari és de cinc anys abans dels esdeveniments d'Agatha Christie: i després no hi havia ningú, amb una història molt relacionada. La trama segueix a una mofa aficionada, Antoinette Marceau, i la seva investigació d'un assassinat amb dotze possibles sospitosos a bord de Orient Express, que ha estat bloquejat per una allau al Regne de Iugoslàvia durant 1934. Ella és ajudada pel famós detectiu Hercule Poirot.
L'assassinat a l'Orient Express conserva els elements principals de la trama de la novel·la d'Agatha Christie del mateix nom. Un final addicional es presenta en el joc que difereix de la conclusió de la novel·la de Christie. Com amb And Then There Were None, la novel·la de Christie està connectada amb el joc. Alguns crítics de Murder on Orient Express van criticar el joc a causa del caràcter repetitiu de les tasques que ha de completar el jugador i també es va queixar del sistema d'inventari ineficient i engorjat. Uns altres l'han elogiat per millorar els gràfics en comparació amb And Then There Were None, així com per convèncer l'efecte de veu i efectes d'àudio. L'assassinat a l'Orient Express és seguit d'Agatha Christie: Evil Under the Sun, el tercer lliurament a la sèrie Agatha Christie.
L'assassinat a l'Orient Express és el primer joc de la sèrie Agatha Christie que inclou Hercule Poirot, el detectiu més famós i famós de Christie. David Suchet, el retrat de Poirot va aconseguir la fama a través de la famosa sèrie de televisió d'Agatha Christie's Poirot, va ser contractat per oferir la veu de Poirot. El seu acompliment es va generalitzar amb elogis. Alguns han criticat el joc per no permetre que el jugador realment controli Poirot; els desenvolupadors van explicar aquesta elecció dient que els jugadors d'aventures que cometen errors al llarg del joc no reflecteixen el geni de Poirot, sinó que són millor representats per la fotògrafa amateur Antoinette Marceau.